# Kulice Tczewskie
Kulice Tczewskie – przystanek kolejowy w Kulicach, położony w zachodniej części wsi.

## Ruch pasażerski
| Rok  | Wymiana pasażerska na dobę |
| ---- | -------------------------- |
| 2017 | 100-149                    |
| 2022 | 100-149                    |

## Historia
Kolej dotarła do Majewa już w 1852 roku wraz z linią Bydgoszcz – Tczew, która łączyła Bydgoszcz z Królewską Koleją Wschodnią. W 1911 roku zbudowano drugi tor na odcinku Laskowice Pomorskie – Tczew.
W 1969 linia kolejowa nr 131 została zelektryfikowana.
W 2014 wykonano rewitalizację linii kolejowej na odcinku Bydgoszcz Główna – Kulice Tczewskie – Tczew. Celem inwestycji była poprawa bezpieczeństwa ruchu na przejeździe kolejowo-drogowym z jednoczesnym podniesieniem jego kategorii z C na B i podniesieniem prędkości rozkładowej na szlaku do 160 km/h.

## Linia kolejowa
Przez Kulice Tczewskie przebiega linia kolejowa nr 131, która jest magistralą znaczenia państwowego. Jest ona prawie w całości dwutorowa, zelektryfikowana, normalnotorowa.

## Infrastruktura
Na przystanku nie ma kas biletowych. Perony mają nawierzchnię z kostki brukowej, nie są kryte.